# Sekhemre Khutawy Sobekhotep
Sekhemre Khutawy Sobekhotep (xuất hiện trong hầu hết các nguồn như là Amenemhat Sobekhotep; ngày nay được tin là Sobekhotep I; được biết đến là Sobekhotep II trong các nghiên cứu cũ) là một vị pharaon Ai Cập thuộc vương triều thứ 13 trong Thời kỳ Chuyển tiếp thứ Hai, ông đã trị vì ít nhất trong ba năm vào khoảng năm 1800 TCN. Vị trí của ông trong biên niên sử còn nhiều tranh cãi, Sekhemre Khutawy Sobekhotep hoặc là vị vua sáng lập nên vương triều này, mà trong trường hợp này được gọi là Sobekhotep I, hoặc là vị vua thứ hai mươi của nó, trong trường hợp này ông được gọi là Sobekhotep II. Trong nghiên cứu về Thời kỳ Chuyển tiếp thứ Hai của mình vào năm 1997, nhà Ai Cập học Kim Ryholt kết luận một cách chắc chắn rằng Sekhemre Khutawy Sobekhotep là vị vua sáng lập nên vương triều, một giả thuyết hiện đang chiếm ưu thế trong ngành Ai Cập học. Ngôi mộ của ông được tin là đã được phát hiện ở Abydos vào năm 2013, nhưng sự quy kết này ngày nay lại bị nghi ngờ.

## Chứng thực

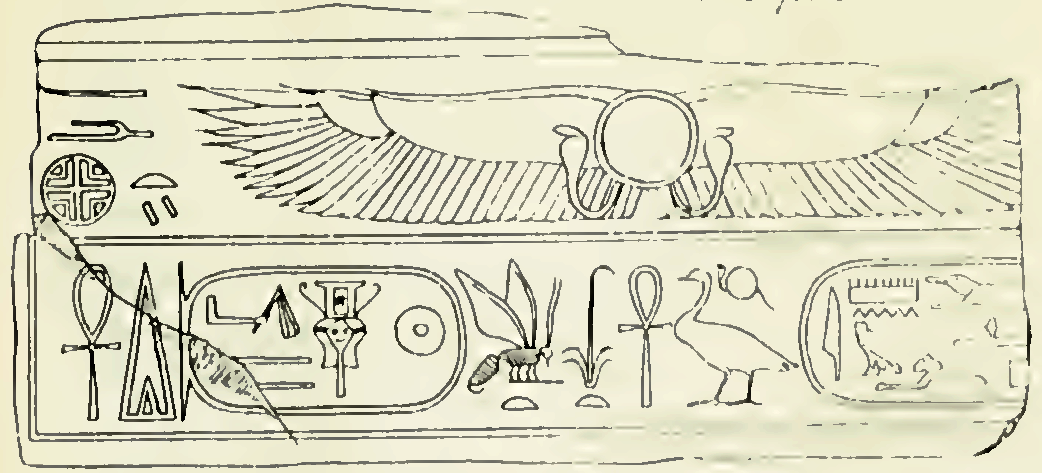
Tước hiệu của Sekhemrekhutawy Sobekhotep trên một bức phù điêu đến từ ngôi đền tang lễ của Mentuhotep II, Deir el-Bahri.

Sekhemre Khutawy Sobekhotep được chứng thực rõ ràng thông qua các nguồn đương thời. Đầu tiên, ông được đề cập tới trong cuộn giấy cói Kahun IV, ngày nay nằm tại bảo tàng Petrie (UC32166). (Ryholt, p. 315) Cuộn giấy cói Kahun này là "một sự điều tra dân số của gia đình một tư tế đọc kinh mà được xác định niên lại là vào năm trị vì thứ nhất" của vị vua trên và còn ghi lại sự ra đời của một người con trai của vị tư tế đọc kinh trong một năm trị vì thứ 40, "mà chỉ có thể nhắc đến Amenemhat III." Điều này chứng minh rằng Sekhemre Khutawy Sobekhotep đã cai trị trong khoảng thời gian gần với triều đại của Amenemhat III. Thứ hai, một số các kết cấu kiến trúc có mang tước hiệu của Sobekhotep đã được biến đến: một mảnh vỡ của một nhà nguyện Hebsed từ Medamud, ba dầm đỡ từ Deir el-Bahri và Medamud, một dầm đầu cột từ Luxor và một khung cửa từ Medamud mà ngày nay nằm tại Louvre. Ba ghi chép về mực nước sông Nile từ Semna và Kumna ở Nubia cũng được quy cho là thuộc về Sekhemre Khutawy Sobekhotep, cái cuối cùng trong số đó có niên đại là vào năm trị vì thứ 4, cho thấy rằng ông đã trị vì ít nhất đủ ba năm. Những hiện vật khác nhỏ hơn đề cập tới Sekhemre Khutawy Sobekhotep bao gồm một con dấu trụ lăn đến từ Gebelein, một lưỡi rìu vòm, một bức tượng từ Kerma và một hạt hột bằng sứ, ngày nay nằm tại bảo tàng Petrie (UC 13202).

### Ngôi mộ
Trong một cuộc khai quâti vào năm 2013 ở Abydos, một đội khảo cổ học dưới sự dẫn dắt của Josef W. Wegner thuộc Đại học Pennsylvania đã phát hiện ra một ngôi mộ của một vị vua cùng với tên gọi Sobekhotep. Ban đầu Sobekhotep I được xác định là chủ nhân của ngôi mộ này trên một vài báo cáo khoa học được xuất bản từ tháng 1 năm 2014, những nghiên cứu sâu hơn cho thấy rằng nhiều khả năng ngôi mộ này thay vào đó thuộc về Sobekhotep IV.

## Vị trí trong biên niên sử

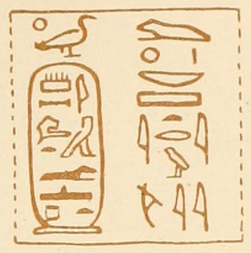
Bản vẽ một con dấu đọc là "Người con trai của Ra, Sobekhotep Amenemhat, người được yêu quý của Sobek-Ra, Chúa tể của Iu-miteru".

Có một số tranh luận trong ngành Ai Cập học đối với vị trí của vị vua này trong vương triều thứ 13. Tên ngai của ông Sekhemre Khutawyre xuất hiện trong bản danh sách vua Turin như là vị vua thứ 19 thuộc vương triều thứ 13. Tuy nhiên, các ghi chép mực nước sông Nile và sự xuất hiện của ông trên một cuộn giấy cói tìm thấy tại Lahun cho biết rằng ông có thể có niện đại thuộc vào giai đoạn đầu vương triều thứ 13.
Trong bản danh sách vua Turin, Khutawyre xuất hiện như là vị vua đầu tiên của vương triều thứ 13; nhà Ai Cập học Kim Ryholt giữ quan điểm cho rằng có khả năng người viết bản danh sách vua này đã nhầm lẫn Sekhemre Khutawy với Khutawyre, tên nomen của Wegaf. Hơn nữa, việc nhận diện ra bất cứ sự đề cập nào của Sekhemre Khutawy lại gặp khó khăn, vì có ít nhất ba vị vua được biết là có cùng tên gọi này: Sekhemre Khutawy Sobekhotep, Sekhemre Khutawy Pantjeny và Sekhemre Khutawy Khabaw.
Dựa vào tên gọi Amenemhat Sobekhotep của ông, người ta đề xuất rằng Sobekhotep là một người con trai của vị pharaon áp chót thuộc vương triều thứ 12, vua Amenemhat IV. Amenemhat Sobekhotep có thể được đọc là Sobekhotep con trai của Amenemhat. Do vậy, Sobekhotep có thể là một người anh trai của Sekhemkare Sonbef, vị vua thứ hai của vương triều thứ 13. Những nhà Ai Cập học khác đọc Amenemhat Sobekhotep như là một tên kép, đây là một điều phổ biến dưới vương triều thứ 12 và 13.